# Apóstolo

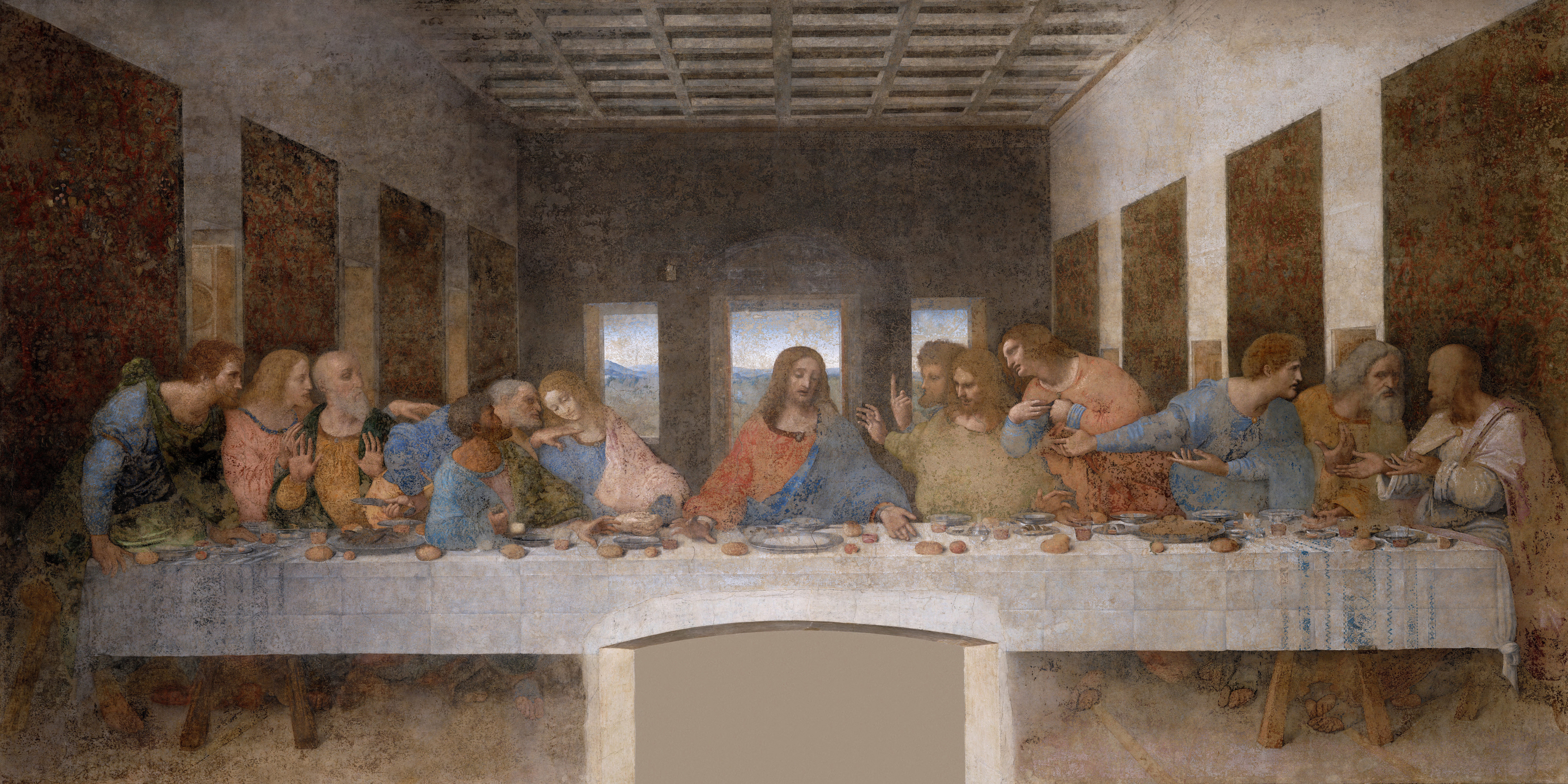
A Última Ceia, uma pintura mural do final da década de 1490 de Leonardo da Vinci, é uma representação da última ceia de Jesus e seus Doze Apóstolos na véspera de sua crucificação. Santa Maria delle Grazie, Milão.

Na tradição cristã apóstolos (em grego:  ἀπόστολος, transl.: apóstolos; lit. "aquele que é mandado em missão") são missionários, enviados por Jesus para pregar o Evangelho em todo o mundo antigo. Durante a vida e o ministério de Jesus no século I os apóstolos foram seus seguidores mais próximos e se tornaram os principais pregadores da mensagem de seu evangelho.
Segundo o Evangelho de Lucas "Ele chamou para si os seus discípulos, e deles escolheu doze, a quem ele chamou de apóstolos" (Lucas 6:13). O fato de terem sido escolhidos 12 discípulos parece ter especial importância, pois alguns estudiosos interpretam como uma referência às 12 tribos de Israel. Vemos entretanto que logo após a ressurreição de Jesus outros homens foram comissionados (enviados) como apóstolos, cumprindo o poder que Jesus deixou à Sua Igreja de falar em Seu nome. São os primeiros presbíteros, ultrapassando o número inicial dos 12 apóstolos.
O termo apóstolo é designado para um trabalho específico dentro da estrutura de cargos da igreja. Prioritariamente, este serviço seria o de expandir a mensagem do evangelho para novas localidades, organizando a vida cristã entre os fiéis. A função é responsável pela fundamentação de questões doutrinárias, em consonância com os ensinamentos de Deus. Um enviado, em missão proselitista.

## Intuito missionário
O cristianismo tem por intenção missionar o maior número possível de pessoas. O judaísmo é um sistema de crenças caracterizado por um conjunto de regras de comportamento, algumas das quais são vistas como pouco convenientes para a sua aceitação pelos outros povos (nomeadamente a circuncisão e as regras de alimentação). Por outro lado, o monoteísmo é apelativo para os povos politeístas (ver sociologia da religião de David Hume).
Tanto a crença judaica, quanto a cristã, são monoteístas e apelativas para muitos dos romanos, politeístas. Mas, enquanto os judeus mantiveram as suas tradições religiosas, os cristãos, inicialmente um pequeno seguimento do judaísmo, dispuseram-se a acabar com essas tradições para em contrapartida se tornarem mais apelativos aos gentios. Os apóstolos tiveram, neste contexto, um papel fundamental.
Os apóstolos - especialmente Paulo de Tarso, um homem que não andou com Jesus antes da Sua ressurreição, porém teve experiências extraordinárias, espirituais, quando no caminho de Damasco, o Senhor Jesus lhes apareceu, e a partir daquele momento, ocorreu a transformação e conversão, de Saulo, para Paulo, o maior evangelista que o cristianismo teve e tem, em registros das escrituras, mas que é considerado pelos próprios apóstolos como um apóstolo também, e foi escolhido por Jesus para pregar aos gentios - foram aqueles que receberam a incumbência, do próprio Jesus, de esclarecer aos povos, incluindo os gentios, que não basta seguir à risca um conjunto de regras de comportamento nem realizar rituais (como os judeus acreditavam) para agradar a Deus e receber o seu favor, a sua salvação e que Deus deseja a salvação de todos e não apenas dos judeus; isto permitiu a entrada dos povos gentios neste sistema de crenças então nascente.
Os tempos apostólicos - no sentido estrito do termo - constituem o período de vida dos doze, mais Paulo, da ressurreição de Jesus até à morte de cada um deles.
O sucesso da estratégia incutida ao cristianismo pelos apóstolos é evidente. Enquanto o judaísmo permaneceu uma religião monoteísta transmitida de geração em geração, o cristianismo foi adoptado por outros povos (o Império Romano teve um importante papel na sua divulgação) e cresceu para influenciar a história e cultura da Europa desde então.

## Sobre a vida dos apóstolos
O Novo Testamento só registra a morte de um dos apóstolos: Tiago, filho de Zebedeu, que foi executado por Herodes Agripa I pelo ano 44 d.C. (Atos 12:2).
Judas Iscariotes, que traiu Jesus Cristo, fazia parte dos 12, mas perdeu sua designação de apóstolo após trair Jesus, e foi se enforcar, mas não teve êxito, morrendo de outra forma (Atos 1:18).

### Os doze
Os apóstolos nomeados em Marcos 3:16–19 são Pedro, Tiago, João, André, Filipe, Bartolomeu, Mateus, Tomé, um segundo Tiago, Tadeu, Simão, o Zelote e finalmente Judas Iscariotes. As listas de Lucas 6 (Lucas 6:12–16) e Atos 1 (Atos 1:13) não citam um "Tadeu" e sim um "Judas, filho de Tiago" ou "Judas, irmão de Jesus", o que muitos defendem ser dois nomes para uma mesma pessoa, Judas Tadeu. Lucas também traz a história dos Setenta Discípulos, que Marcos 3 (Marcos 3:16–19) não cita. A lista de Mateus 10 (Mateus 10:1–4) é idêntica à de Marcos, embora uns poucos manuscritos ocidentais citem um "Lebeu", um indicativo de que, possivelmente, a lista dos apóstolos "menores" não estava ainda consolidada na época que os Evangelhos foram escritos, principalmente no caso de "Judas Tadeu", uma criação da hagiografia posterior. João não apresenta uma lista consolidada e muitos apóstolos sequer são citados no texto (como é o caso de Mateus, por exemplo). Contudo, ele cita um Natanael, que é geralmente considerado como sendo Bartolomeu.
Marcos afirma que os irmãos Tiago e João receberam o título de "Boanerges", que significa "filhos do trovão", embora muitos acadêmicos modernos discordem desta tradução. Muitas explicações já foram tentadas para o título, mas nenhuma alcançou o consenso. No evangelho vemos Jesus chamar "Simão" de "Pedro" ("rocha") — Mateus 16:18 relata então a fundação da Igreja Católica.
Jesus veio até nós para que a separação entre o homem e Deus pelo pecado de Adão fosse desfeita, por isso quando Ele disse: Está consumado, o véu se rasgou e as pedras do templo se fenderam, mostrando a todos que a presença de Deus estaria a disposição e ao alcance de todos por intermédio de Cristo, pois Ele mesmo fala: Ninguém vem ao Pai a não ser por Mim.
Filipe e André são nomes gregos, assim como Tadeu e Lebeu. Alguns judeus, especialmente de lugares como a Galileia, onde havia uma grande população de gentios, costumavam nomear os filhos com um nome grego e outro judeu.
O segundo Simão é chamado de "kananaios", uma palavra que provavelmente deriva do aramaico "qan'ānā", que significa "zelote". Porém, o significado não é claro, pois a palavra pode ter uma conotação política, significando que ele pertencia a um movimento de revolta contra o Império Romano, mas também um religioso, significando apenas que ele era uma pessoa "zelosa" de seus deveres. Lucas utiliza o termo grego "zēlōtēs".
"Iscariotes" pode ser o sobrenome de Judas ou uma referência ao lugar de onde ele veio, um "homem de Kerioth". Pode ainda ser uma referência aos sicários.
Marcos utiliza o verbo grego "apostolien" ("enviar") quando Jesus nomeia os apóstolos e os "envia" para realizar o trabalho que ele próprio vinha realizando, mas sem ele presente. Muitas igrejas interpretam este versículo como a fundação da igreja, pois Jesus cria um grupo especial de pessoas para trabalhar em seu nome na sua ausência (veja Grande Comissão).
| Nome                    | Descrição | Morte |
| ----------------------- | --- | --- |
| Pedro                   | Foi mártir na cidade de Roma em cerca de 64 d.C., durante a perseguição dos cristãos pelo imperador Nero. Para a tradição católica, foi escolhido por Jesus Cristo como o primeiro Papa, como se encontra em Mateus 16:18. | Crucificado de cabeça para baixo no Circo de Nero a seu próprio pedido, por não se sentir de valor suficiente para morrer da mesma forma que o seu Senhor havia morrido. |
| André                   | Foi para a terra dos canibais, que hoje são os países que compuseram a ex-União Soviética, região identificada por Cítia, por Eusébio de Cesareia. Os cristãos daquela região atestam que ele foi o primeiro a levar o Evangelho para lá. Ele também pregou na Ásia Menor, hoje conhecida como Turquia, e na Grécia, onde foi martirizado. É considerado o fundador da igreja em Bizâncio (Constatinopla e, atualmente, Istambul), motivo pelo qual é considerado o primeiro Patriarca de Constantinopla. Irmão de Pedro. | Crucificado em uma cruz em forma de 'x'. |
| Tomé                    | Foi provavelmente o mais ativo dos apóstolos ao leste da Síria. Uma tradição informa que ele pregou até a Índia. Os cristãos indianos chamados Martoma, uma denominação muito antiga dentro do Cristianismo, o reverenciam como o fundador dela. | Foi morto em Mylapore, na Índia, por lanças de quatro soldados, conhecido como o que não cria ou incrédulo. |
| Filipe                  | Possivelmente teve um ministério muito poderoso em Cartago, no Norte da África, e então na Ásia Menor, onde a mulher de um procônsul romano se converteu. | Provavelmente morreu crucificado, mas alguns afirmam que foi preso e torturado pelo procônsul. |
| Mateus                  | O coletor de impostos e escritor de um dos Evangelhos, ministrou na Pérsia (atual Irã) e na Etiópia. | Um dos mais antigos comentários diz que ele não foi martirizado, enquanto outros dizem que ele foi apunhalado até morrer na Etiópia. |
| Bartolomeu              | Fez viagens missionárias para muitas partes, porém tal informação é passada através de uma tradição. Ele teria ido à Índia com Tomé, voltou à Armênia, e foi também à Etiópia e ao sul da Arábia. | Teria sido esfolado vivo e, depois, decapitado pelo governador de Albanópolis, atual Derbent. |
| Tiago, filho de Zebedeu | Também chamado de Tiago Maior, foi um dos primeiros discípulos de Jesus. Irmão de João. | Foi decapitado a mando de Herodes Agripa I em 44 d.c. |
| Tiago, filho de Alfeu   | Também conhecido como Tiago Menor, é um dos pelo menos três outros "Tiago" referido no Novo Testamento. Existe alguma confusão sobre quem seria quem, mas este Tiago é considerado como sendo o que ministrou na Síria. | Teria sido apedrejado. |
| Simão, o Zelote         | Teria ministrado na Pérsia e martirizado naquela região. | Morto depois de negar sacrificar ao deus Sol, juntamente com Judas Tadeu. |
| Judas Tadeu ou Lebeu    | Um dos três "Judas" relacionados com o ministério terreno de Jesus Cristo, foi chamado para ser um dos doze, não podendo ser confundido com o traidor Judas Iscariotes (cfr. João 14:22). Diz a tradição que se dedicou à pregação do Evangelho na Judéia, Samaria, Mesopotâmia (hoje região do Iraque) e na Pérsia. | Martirizado a machadadas pelas autoridades persas e pela multidão instigada por sacerdotes zoroastristas juntamente com Simão, o Zelote. |
| João Zebedeu            | De todos os doze apóstolos, João tornou-se o mais destacado teólogo. Tinha um enorme afeto pelo Senhor e vice-versa. Segundo algumas interpretações, era o apóstolo que Jesus mais amava. Era o líder da Igreja na região da cidade de Éfeso, e diz-se que tinha Maria, a mãe de Jesus, em sua casa, de quem cuidava. Durante a perseguição do imperador romano Domiciano, pelo meio da década de 90 d.C., ele foi exilado na Ilha de Pátmos. Foi ali, segundo se crê, que ele teria escrito o último livro do Novo Testamento: o Livro do Apocalipse (veja João de Patmos). Uma tradição latina muito antiga informa que ele escapou sem se queimar, depois de ter sido jogado num caldeirão de óleo fervente. Isso teria acontecido na cidade de Roma. Irmão de Tiago Maior. | Morreu de morte natural, em Éfeso, no ano 103 d.C., quando tinha 94 anos. Segundo bispo Polícrates de Éfeso em 190 (atestada por Eusébio de Cesareia na sua História Eclesiástica, 5, 24), o Apóstolo "dormiu" (faleceu) em Éfeso. Contudo, conta-se que sua tumba estava vazia quando foi aberta por Constantino para edificar-lhe uma igreja. |
| Judas Iscariotes        | Teria sido convocado pelo próprio Jesus, mas traiu o Mestre enquanto este orava no Getsêmani. | Suicidou-se por enforcamento. |

### Outros apóstolos
| Nome                            | Descrição | Morte |
| ------------------------------- | --- | --- |
| Paulo de Tarso (Saulo de Tarso) | Perseguidor dos discípulos do Senhor, em uma das suas práticas converteu-se no caminho para Damasco, quando viu uma Grande Luz e falou com Jesus; ficou cego por três dias (Atos 9:1–9). Paulo o viu apenas uma vez. Tendo recebido a missão apostólica a partir do próprio Jesus. Dedicou a sua missão especialmente aos não judeus. | Feito prisioneiro em Roma, foi acusado de crimes de falta de lealdade a Roma, e uma vez que era cidadão romano, foi executado por decapitação na Via Ostiense e não por crucificação. |
| Matias                          | Escolhido para ficar no lugar de Judas Iscariotes. Uma tradição diz que Matias foi para a Síria com André. | Apedrejado na Etiópia e depois decapitado. |
| Tiago                           | Tido como irmão de Jesus pelos protestantes, como primo pelos católicos e meio-irmão pelos ortodoxos.Também era conhecido como Tiago, o Justo, e ocupou uma importante posição na igreja em Jerusalém. Provavelmente quem escreve o Livro de Tiago do Novo Testamento.                                                                | Apedrejado e espancado com uma clava de ferro. |
| Barnabé                         | Nome dado a José um Levita natural de Chipre, que vendeu suas propriedades e deu aos apóstolos o dinheiro proveniente da venda (Atos 4:36–37). Foi apóstolo na época de Paulo (Atos 14:4–14). E fez varias viagens missionarias (Atos 11:22–30; Atos 12:25; Atos 13, 14 e 15; I Corintios 9:6; Gálatas 2:1–9; Colossenses 4:10)       | Foi apedrejado. Conta-se que os judeus de Salamina zombavam dele enquanto sucumbia.                                                                                                   |

## Outros usos
Modernamente, o termo "Apóstolo" também é aplicado a missionários notáveis, que pregavam fora de seu local de origem. Entre eles estão: Martinho de Dume (Apóstolo dos Suevos), Bonifácio (Apóstolo dos Germanos), José de Anchieta (Apóstolo do Brasil), Francisco Xavier (Apóstolo das Índias), Pedro de Betancur (Apóstolo da Guatemala) e Patrício (Apóstolo da Irlanda, onde também se veneram os Doze Apóstolos da Irlanda). Inclui-se neste uso o termo igual aos apóstolos.
No campo teológico, há um sério debate que perdura anos se o apostolado ainda persiste nos dias atuais, entretanto, muitos líderes de igrejas protestantes vêm se autodenominando com o termo de "apóstolo", geralmente por ser o fundador de uma denominação religiosa.